# Penglai (mitologia)

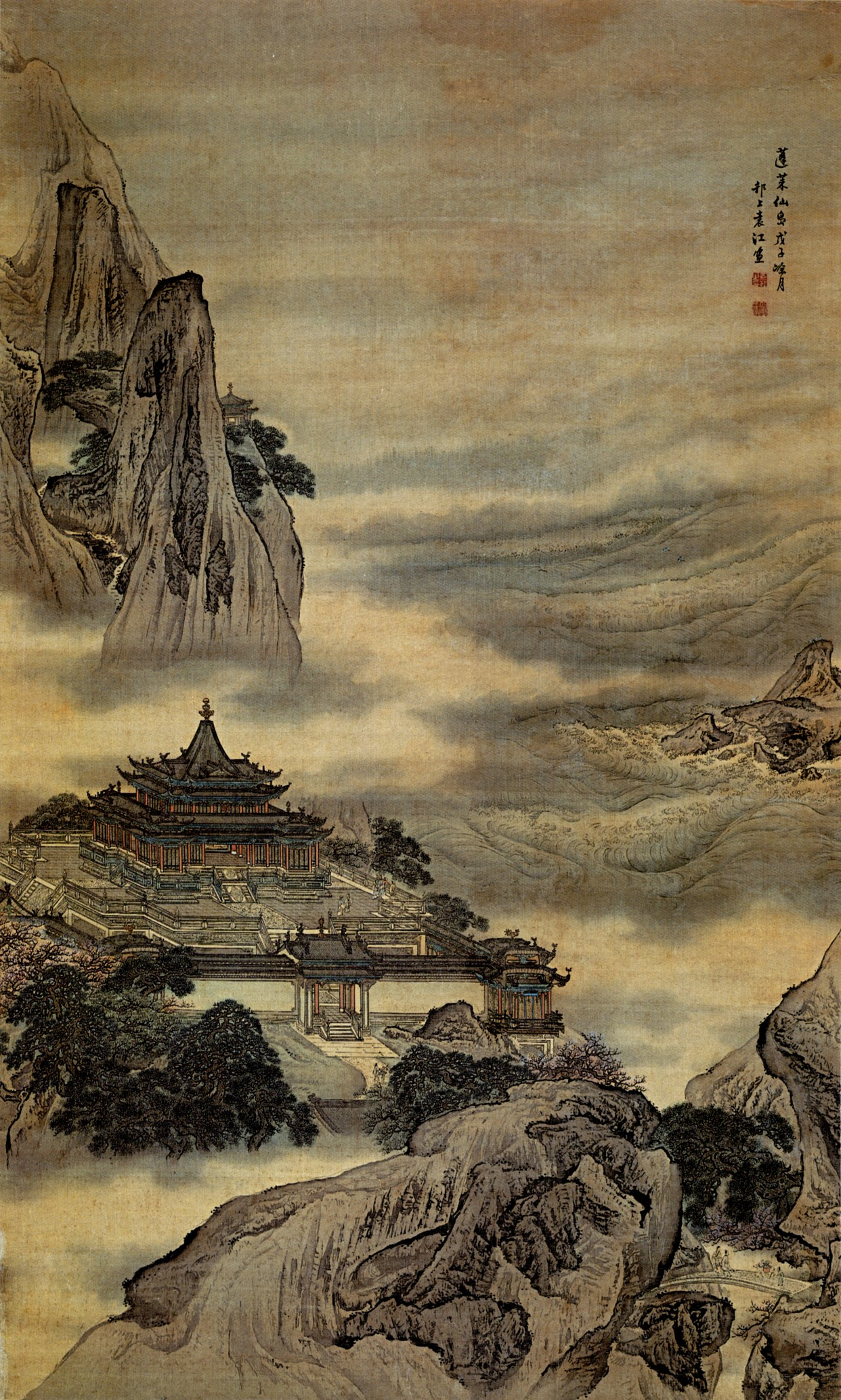
Wyspa Penglai na obrazie autorstwa Yuan Jianga, 1708 r.

Penglai (chiń. upr. 蓬莱; chiń. trad. 蓬萊; pinyin Pénglái) – według różnych chińskich podań legendarna szczęśliwa wyspa leżąca daleko na wschodnim oceanie, uważana za raj. Wiara w jej istnienie popularna była zwłaszcza w folklorze taoistycznym.
Na wyspie Penglai mieszkać mieli różni nieśmiertelni, przede wszystkim Ośmiu Nieśmiertelnych. W tej obfitującej w zasoby cynobru i złota krainie rosnąć miało także poszukiwane przez taoistów ziele dające nieśmiertelność. Wyspa stanowiła cel wyprawy Xu Fu w poszukiwaniu ziela nieśmiertelności pod koniec III wieku p.n.e., zakończonej prawdopodobnie dopłynięciem do brzegów Japonii.
Wiara w mityczną wyspę Penglai dotarła także do Japonii, gdzie znana jest pod nazwą Hōrai. Obecnie wyspa Penglai, wraz z dwoma innymi mitycznymi wyspami, Fangzhang i Yingzhou, bywa przez niektórych utożsamiana z archipelagiem Peskadorów.